# Franz Lotz (Politiker)
Franz Georg Heinrich Lotz (* 18. April 1822 in Kassel; † 12. Mai 1906 ebenda) war ein deutscher Regierungsrat, Politiker und Mitglied des Deutschen Reichstags.

## Leben
Lotz war ein Sohn des Regierungsdirektors Philipp Friedrich Karl Lotz (1784–1863). Sein Bruder war der Architekt und Kunsthistoriker Wilhelm Lotz. Er besuchte das Fridericianum in Kassel bis 1835
und das Hanauer Gymnasium bis 1840. Zwischen 1840 und 1845 studierte er Rechtswissenschaften in Marburg, Heidelberg und Berlin. 1846 promovierte er in Marburg und habilitierte 1849 auch dort. 1845 wurde er Obergerichtsreferendar in Hanau, Fulda und Marburg, außerdem war er von 1846 bis 1849 Privatdozent an der Universität Marburg.
Ab 1850 ging er in den Staatsdienst und wurde Referatsleiter im Innenministerium und 1852 Generalsekretär im Gesamtministerium. Zwischen 1853 und 1866 war er Referent für Kirchen- und Schulangelegenheiten, bereits 1856 wurde er zum Regierungsrat ernannt. 1866 wechselte er zum Bezirksverband und wurde Mitglied der Direktion der Landeskreditkasse, was er bis zu seiner Pensionierung 1899 blieb.
Von 1884 bis März 1886 war er Mitglied des Deutschen Reichstags für den Reichstagswahlkreis Regierungsbezirk Kassel 2 (Kassel, Melsungen) und die Deutschkonservative Partei.